# Шост, Хенрик
Хенрик Шост (пол. Henryk Szost, род. 20 января 1982 года) — польский легкоатлет, который специализируется в марафоне. На Олимпиаде 2008 года занял 34-е место с результатом 2:19.43. На Олимпийских играх 2012 года занял 9-е место в марафоне с результатом 2:12.28 (лучший среди европейцев).
В 2012 году занял 3-е место на Фукуокском марафоне с результатом 2:08.42.
В настоящее время владеет рекордом Польши в марафоне — 2:07.39.

## Сезон 2014 года
13 апреля занял 3-е место на Варшавском марафоне с результатом 2:08.55.
7 декабря занял 6-е место на Фукуокском марафоне — 2:10.02.